# فاسيلي غولوفانوف
فاسيلي غولوفانوف (23 ديسمبر 1960 - 13 أبريل 2021) كاتب ومصور روسي. كان نجل الصحفي والعالم ياروسلاف غولوفانوف.

## السيرة الشخصية
التحق غولوفانوف بكلية الصحافة في جامعة موسكو الحكومية وواصل حياته المهنية في الصحافة، بعد أن نشر في مجلة نوفي مير. ثم قام بتأليف العديد من الروايات وحصل على ترشيح لجائزة يوري كازاكوف عام 2004.
توفي فاسيلي جولوفانوف بعد صراع طويل مع المرض في 13 أبريل 2021 عن عمر يناهز 60 عامًا.